# Xanthorhoe brachyctena
Xanthorhoe brachyctena là một loài bướm đêm trong họ Geometridae.